# Петторацца-Гримани
Петторацца-Гримани (итал. Pettorazza Grimani) — коммуна в Италии, располагается в провинции Ровиго области Венеция.
Население составляет 1718 человек, плотность населения составляет 82 чел./км². Занимает площадь 21 км². Почтовый индекс — 45010. Телефонный код — 0426.
Покровительницей коммуны почитается Пресвятая Богородица (Maria Santissima Addolorata), празднование 15 сентября.